# Rhododendron atlanticum
Rhododendron atlanticum là một loài thực vật có hoa trong họ Thạch nam. Loài này được (Ashe) Rehder miêu tả khoa học đầu tiên năm 1921.

## Hình ảnh

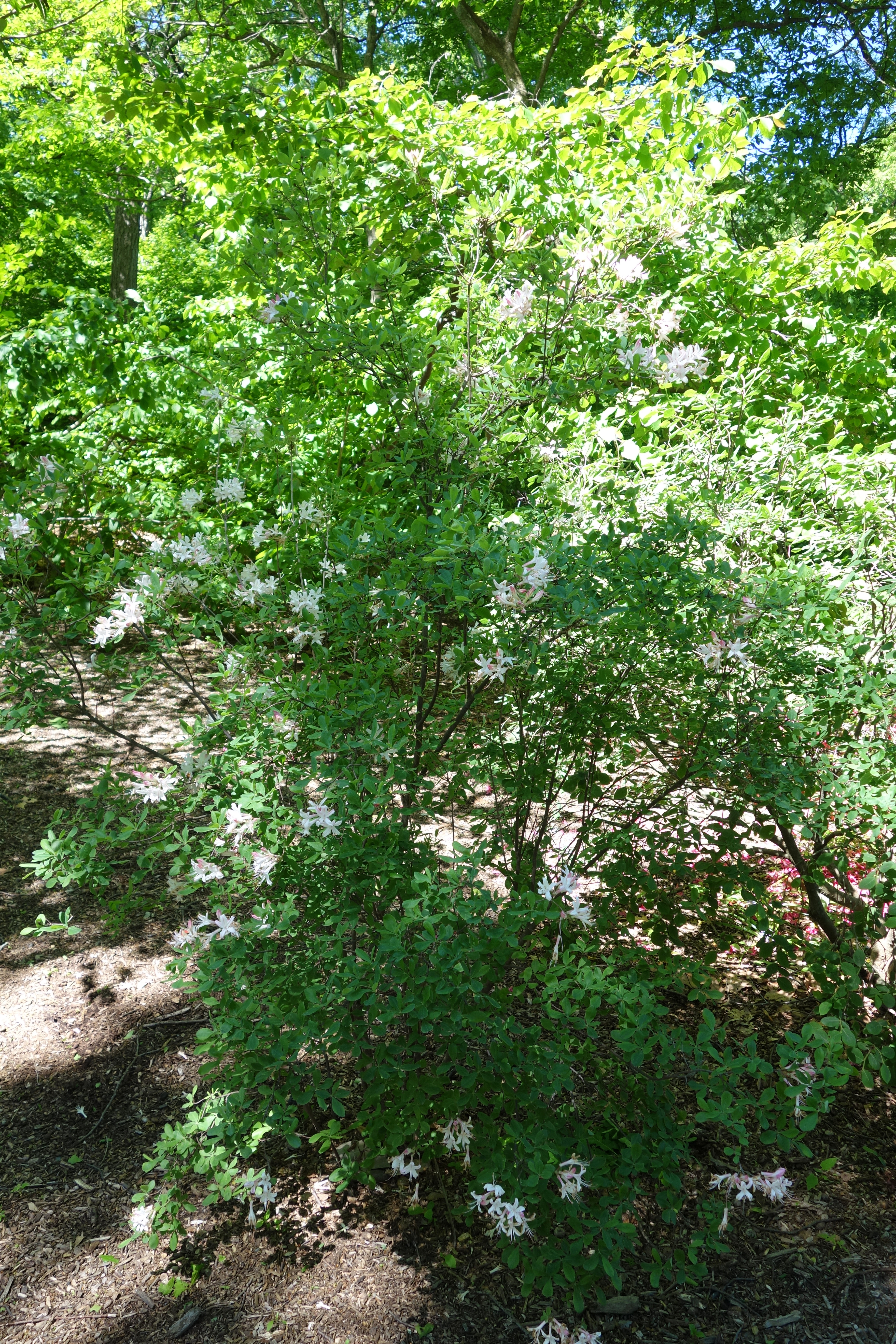
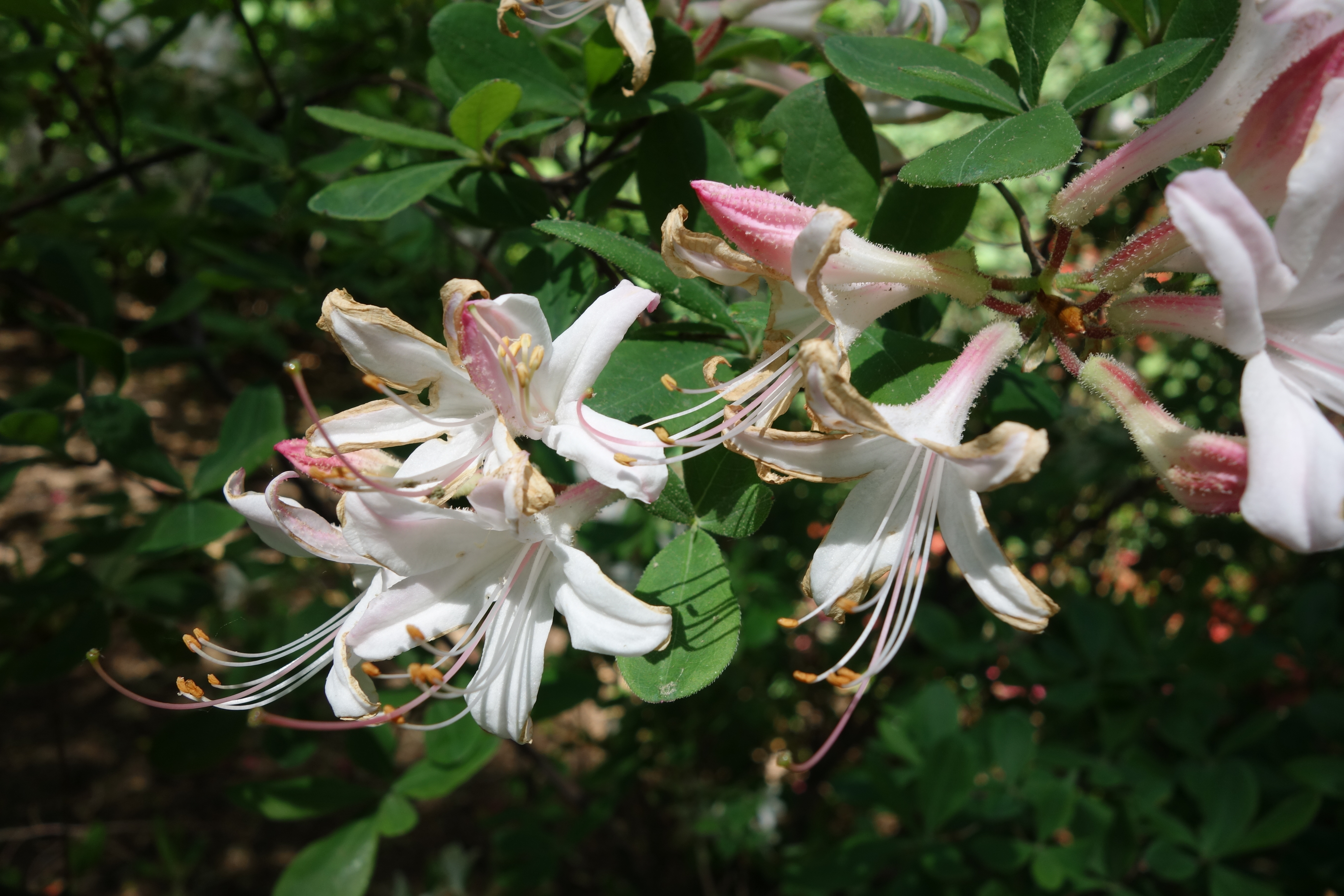
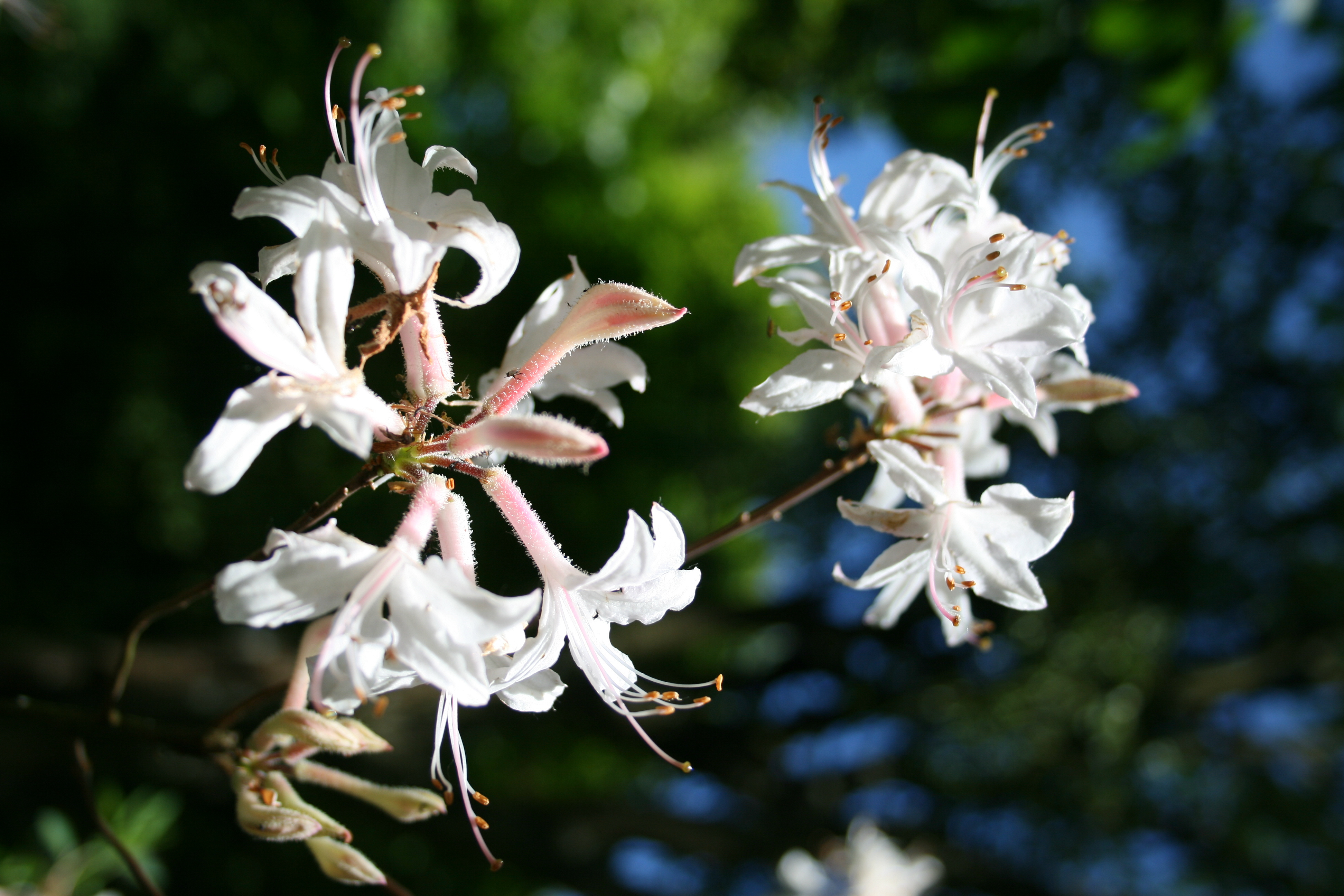
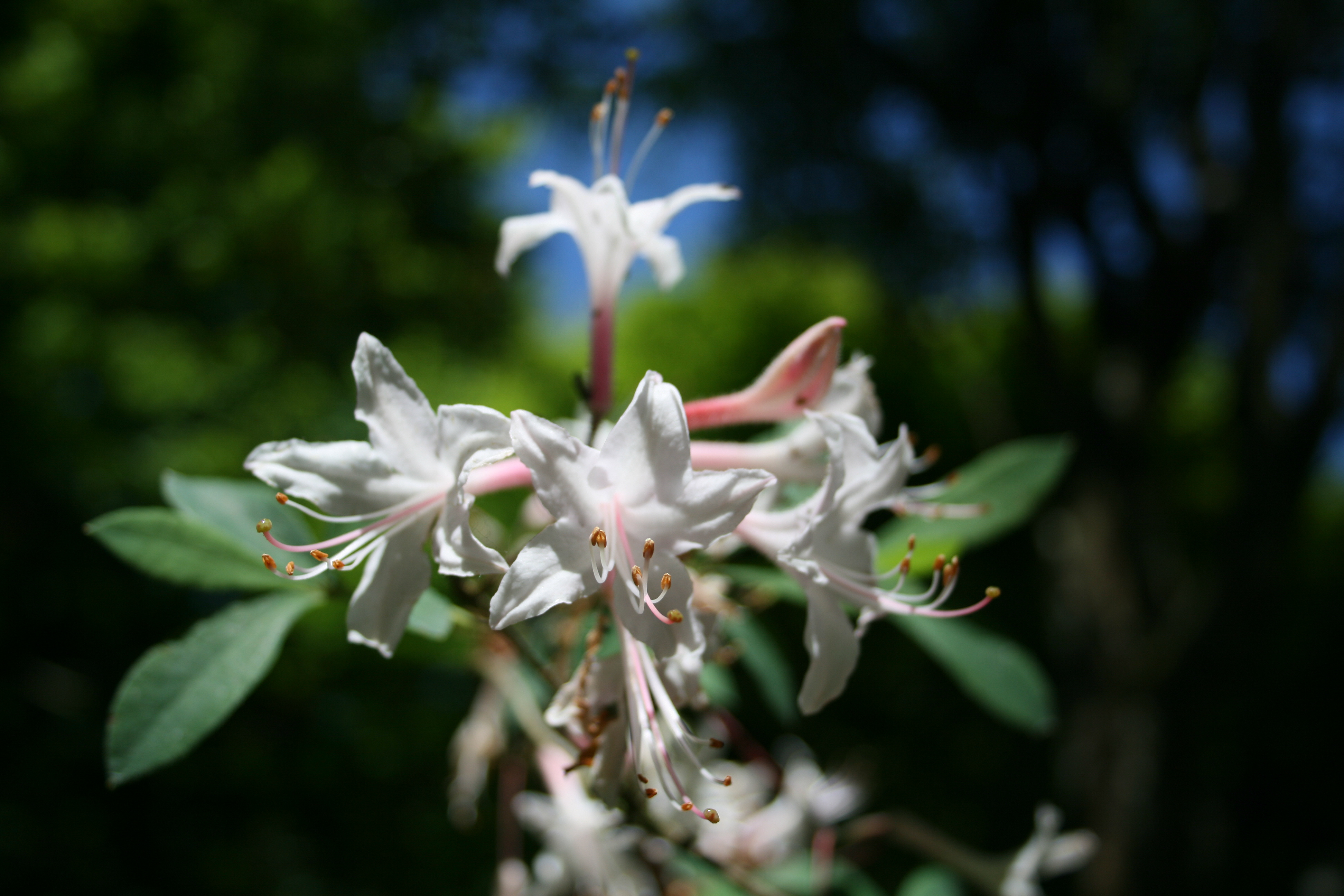